# Obsjtina Dolni tjiflik
Obsjtina Dolni tjiflik (bulgariska: Община Долни чифлик) är en kommun i Bulgarien.   Den ligger i regionen Oblast Varna, i den östra delen av landet, 400 km öster om huvudstaden Sofia.
Obsjtina Dolni tjiflik delas in i:
- Venelin
- Golitsa
- Goren tjiflik
- Grozdjovo
- Detelina
- Nova Sjipka
- Ptjelnik
- Rudnik
- Solnik
- Staro Orjachovo
- Sjkorpilovtsi

Följande samhällen finns i Obsjtina Dolni tjiflik:
- Dolni tjiflik

I omgivningarna runt Obsjtina Dolni tjiflik växer i huvudsak lövfällande lövskog. Runt Obsjtina Dolni tjiflik är det ganska glesbefolkat, med 35 invånare per kvadratkilometer.